# Liège-i csata (1914)
A liége-i csata (németül Schlacht um Lüttich) 1914. augusztus 5-én, közvetlenül az első világháború kitörése után kezdődött, mikor a német hadsereg hat hadosztálya, összesen 40 000 fő támadta meg Liège városát, illetve a város körül felállított megerősített pozíciókat. A csata, amely 12 napig tartott, végül Liège elestével végződött, de a hősies belga ellenállás eredményeként a németek jelentős veszteségeket szenvedtek. Ennél is fontosabb volt, hogy a gyors német előrenyomuláson alapuló Schlieffen-terv végrehajtása megakadt, ami időt adott a francia és a brit erő mozgósítására és a belga hadsereg megsegítésére.

## A német terv

### Schlieffen-terv
1871-ben, a porosz–francia háború befejezése után a német vezérkar, Helmuth Karl Bernhard von Moltke tábornok vezetésével elkezdte kidolgozni a Franciaország és a cári Oroszország elleni kétfrontos háború terveit. Az elképzelések szerint az egyik fronton csak védekeztek volna az ellenséggel szemben, míg a másik fronton döntő győzelmet aratnak. A 19. század végére azonban Franciaország visszaszerezte európai nagyhatalmi helyzetét és egy kirobbanó háborúban jelentős erőket tudott volna felvonultatni Németország ellen, hogy visszaszerezze az 1871-ben elvesztett tartományokat, Elzászt és Lotaringiát.

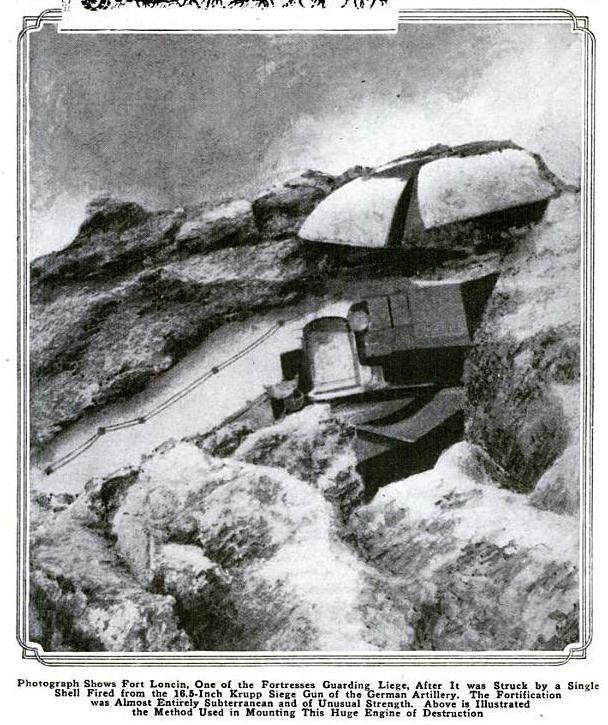
Egy Liège környéki erődítmény kupolája, amelyet a német ostromágyú telitalálata összetört

Moltke utóda, Alfred von Schlieffen (1833–1913) német tábornagy vezetésével dolgozták ki a terv végső változatát, amely keleten az oroszok feltartóztatását egyetlen hadseregre bízta volna, míg nyugaton Franciaország legyőzésére összpontosította volna a német erőket - ez volt a Schlieffen-terv, amelynek lényeges eleme volt a semleges Belgium lerohanása és a franciák északról történő megtámadása.
A nyugati győzelemnek gyorsnak kellett lennie, hogy az orosz mozgósítás előtt döntő csapást mérjenek a francia erőkre, majd a csapatokat a keleti frontra átcsoportosítva legyőzzék az oroszokat is.

### Francia erődítések a keleti határon
1870 és 1914 között a francia hadvezetés igen kiterjedt erődítményhálózatot telepített a Németországgal szomszédos határvidékre, amely Svájctól Belgiumig húzódott. Az erődítményrendszer, Séré de Rivières hadmérnök és tábornok irányítása alatt, fő támaszpontjai Verdun, Toul, Épinal és Belfort városoknál voltak, közöttük kiterjedt erődítéseket építettek. A rendszerben egy rés volt, Toul és Épinal között, ahol csapdába akarták csalni az előrenyomuló német csapatokat.

### Miért éppen Liège?
A német hadvezetés legfőbb problémája az volt, hogyan tudna a 2 millió fős hadsereg szembeszállni egy hasonló nagyságú francia haderővel, amely megerősített állásokban védekezve várja őket? Délen nem lehetett megkerülni az erődítményrendszert, hiszen akkor a németeknek igen nehéz, hegyes terepen kellett volna legyőzni a jól kiképzett és motivált, kb. 500 000 fős svájci hadsereget. Ezután, még ha ez sikerrel is járt volna, le kellett volna győzni a Besançon, Langres, és Dijon környéki francia erődöket. Északon az egyik útvonal az Ardenneken keresztül vezetett volna, egyenesen Verdun és Montmédy erődök irányába - egy másik lehetséges katasztrófa. Az egyetlen vérontás nélkül kivitelezhető megoldás tehát az északi kerülő volt, Belgium területén keresztül, Liège magasságában, Liège vasútvonalának felhasználásával.
Schlieffen utóda, az ifjabb von Moltke vezetésével pontos logisztikai számításokat végeztek és felállítottak egy haditervet, amely biztosította volna a német győzelmet, mielőtt a brit erősítések megérkeznek.

## Liège védelmi rendszere
Liège város lakossága a háború előtt kb. 164 000 fő volt. A német határtól kb. 25 kilométerre található várost a Meuse folyó szeli ketté, ideális szállítási útvonalat biztosítva. A várost négy vasútvonal kötötte össze Belgium többi városával, ami a német előrenyomulásban nagy szerepet kapott, a Meuse partján vaskohók, acél- és fegyvergyárak működtek - szinte minden, amire egy modern hadsereg felszereléséhez szükség volt. Liège-től délre az Ardennek vidéke nehezen járható, erősen tagolt és könnyen védhető hegyvidék, a várostól északra a lapos holland síkság feküdt, nyugatra aránylag könnyen járható dombvidék. Amint a németek elfoglalják a város környéki erődöket, a belga síkság és a Párizsba vezető út megnyílik előttük.
A város védelmére a belgák 12 megerősített támaszpontot hoztak létre az 1880-as években. A 6-6 erődítmény a Meuse folyó mindkét partján, magaslati pozíciókra épültek, egymástól 3–5 km, a várostól 6–10 km távolságra. Az erődökbe összesen 400 ágyút telepítettek, ezek közül némelyik 420 mm űrméretű volt. Az erődítmények fegyverzete némileg ellensúlyozta a térségben állomásozó belga erők kis létszámát, Leman tábornoknak összesen, a reguláris csapatokkal és a polgárőrség katonáival 70 000 fő állt rendelkezésére.

## A szemben álló erők

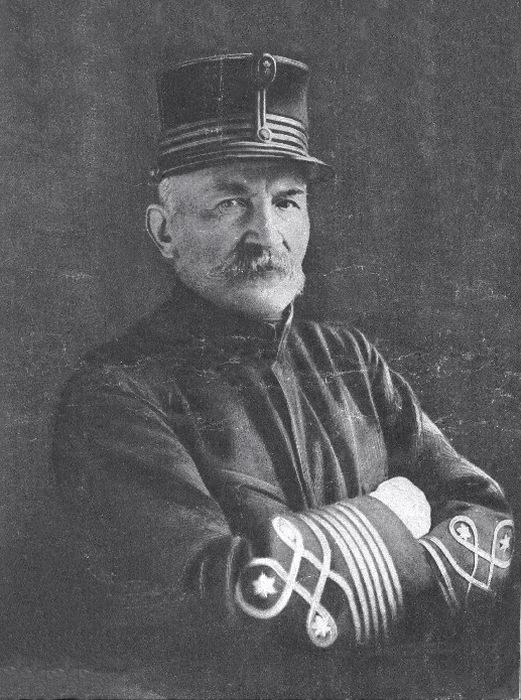
A város védelmét irányító Gerard Leman tábornok

### Belga haderő

Belga katonák az első világháború előtt

Liège fő védelmi ereje a belga hadsereg 3. hadosztálya volt, parancsnoka Gérard Leman tábornok, I. Albert belga király korábbi katonai tanácsadója, most a liège-i körzet főparancsnoka. A 3. hadosztályban három vegyes dandárból áll, mindegyik dandárban két lövészezred, egy tüzércsoport (három üteg egyenként 4 ágyúval), egy géppuskás század és egy szakasz tábori rendőr volt.
- A 9. vegyes dandár parancsnoka Gillis vezérőrnagy volt, részei a 9. 29. lövészezred volt. A tüzérségi csoportban 43., 44. és 45. tüzérütegek voltak. A lövészezredek három zászlóaljból, a zászlóaljak négy századból álltak.
- A 11. vegyes dandár parancsnoka Bertrand vezérőrnagy volt, részei a 11. és 31. lövészezred, illetve a tüzércsoportban a 37., 38. és 39. ütegek.
- A 12. vegyes dandár parancsnoka Vermeulen vezérőrnagy volt, részei a 12. és 32. lövészezred, valamint a 40., 41. és 42. ütegek.
- A 14. vegyes dandár parancsnoka Andringa vezérőrnagy volt, részei a 14. és 34. lövészezred, valamint a 46., 47. és 48. ütegek.
- A 3. tüzérezred parancsnoka Berger ezredes volt, egy tüzérségi csoportba szervezve három üteg volt ide beosztva: a 49., 50. és 51.
- A 3. műszaki zászlóalj parancsnoka Ver Eecke százados, a zászlóaljhoz (neve ellenére) csak két műszaki szakasz volt beosztva.
- A hírközlésért a 3. távíró szakasz felelt, a 2. lándzsás lovassági ezredet Cumont ezredes irányította.

A város erődítményeinek védelmét a helyőrség, illetve az erődítésként ide vezényelt 15. vegyes dandár látta el. A helyőrség parancsnoka Janssen vezérőrnagy volt, maga a helyőrség négy tartalékos lövészezredből állt: a 9. (parancsnoka Lemaire százados), a 11. (Jaumont őrnagy), a 12. (Jeanne őrnagy), valamint a 14. (Haneuse őrnagy), összesen 7530 fő. A helyőrség állományához tartozott még egy tüzérezred, 12 üteggel (minden erődben egy üteg volt elhelyezve). Az általános mozgósítás elrendelése után még négy tartalékos üteget is létrehoztak.
Az erődök közötti rések védelmére 14, vegyes tüzérségi eszközökkel (80, 120 és 150 mm-es ágyúk és 87 mm-es mozsarak) felszerelt üteget hoztak létre, a Citadella védelmét három, 80 mm-es ágyúkkal felszerelt üteg biztosította.
A város védelmére megszervezték a polgárőrséget is, amely összesen 27 tiszttel és 463 katonával rendelkezett.
Liège védelmére a belga hadvezetés, a 3. hadosztály erőivel, a helyőrség katonáival és a polgárőrséggel együtt összesen kb. 32 000 főt és 252 tüzérségi eszközt vont össze.

### A német haderő
A Schlieffen-terv értelmében három német hadseregnek kellett volna lerohannia Belgiumot, majd délnek fordulva bekeríteni és megsemmisíteni a francia haderőt. Von Kluck tábornok 1. hadserege alkotta a jobbszárnyat, amely Aachen (Aix-la-Chapelle) irányába tört előre. Von Bülow 2. hadserege volt megbízva Liège környékének biztosításával, míg a 3. hadsereg Luxemburg elfoglalását kapta feladatul.
A német hadseregek elővédje, amelynek feladata volt a város elfoglalása, a Meuse-hadsereg ("Maas-Armee") nevet kapta és parancsnoka Otto von Emmich tábornok, törzsfőnöke Freiheer von der Wenze ezredes, Lambsdorff grófja volt. Ez a seregtest a következő egységekből állt:
- A 34. gyalogsági dandár (IX. hadtest), parancsnoka von Krawewll vezérőrnagy, részei a 89. gránátos, 90. lövész, 25. gyalogezred, 9. vadászzászlóalj, a 16. dragonyosezred 5. százada, a 60. tábori tüzérezred 2. csoportja (mozsarak), a 24. felderítő zászlóalj 1. százada, a 7. felderítő zászlóalj 1. százada, valamint a 4. felderítő zászlóalj 3. százada.
- A 27. gyalogsági dandár (VII. hadtest) parancsnoka von Massow ezredes, részei a 16. és 53. gyalogezred, 7. vadászzászlóalj, a 16. ulán (lovas) ezred 2. százada, a 43. tábori tüzérezred 2. csoportja, a 9. tüzérezred második ütege, 210 mm mozsarakkal.
- A 14. gyalogsági dandár (IV. hadtest) parancsnoka von Wussow vezérőrnagy, részei a 27. és 165. gyalogezred, a 4. vadászzászlóalj, a 10. huszárezred 1. százada, a 4. tábori tüzérezred 2. csoportja, a 4. tüzérezred 7. ütege, 210 mm-es mozsarakkal, valamint a 24. felderítő zászlóalj 4. százada
- A 11.  gyalogsági dandár (III. hadtest), parancsnoka von Wachter vezérőrnagy, részei a 20. gyalogezred, 35. lövészezred, 3. vadászzászlóalj, a 3. huszárezred 5. százada, a 39. tábori tüzérezred 2. csoportja, a 3. felderítő zászlóalj 1. százada.
- A 38. gyalogsági dandár (X. hadtest), parancsnoka von Oertzen ezredes, részei a 73. lövészezred, 74. gyalogezred, 10. vadászzászlóalj, a 17. huszárezred 4. százada, a 26. tábori tüzérezred 1. csoportja, a 10. felderítő zászlóalj 1. százada.
- A 43. gyalogsági dandár (XI. hadtest), parancsnoka von Hulsen vezérőrnagy, részei a 82. és 83. gyalogezred, 6. nehézlovas ezred 1. százada, a 21. tábori tüzérezred 1. csoportja.
- 1 repülőszázad
- A "Köln" léghajó

A hadsereghez része volt még a 2. lovashadtest (2., 4. és 9. lovashadosztály) és 2, 420 mm-es mozsárral felszerelt üteg. A Meuse-hadsereg teljes ereje kb. 60 000 fő volt, a csapatok augusztus 4-én reggel 8 órakor lépték át a belga határt és augusztus 5-én értek az erődítményrendszer alá.

## Belga előkészületek
1914. július 28-án az Osztrák–Magyar Monarchia hadat üzent Szerbiának és ezzel a hosszú hónapok óta növekvő feszültség nyílt összecsapásban robbant ki. Az európai nagyhatalmak már egy ideje készültek erre a háborúra, amelyet elkerülhetetlennek találtak - az egyetlen ország, amely semmit sem tehetett, Belgium volt. A semlegesség miatt nem mozgósíthatta haderejét, nem köthetett védelmi célú szövetségeket és hadereje szét volt szórva az ország határainak védelmében.
Az osztrák hadüzenet után megkezdődött a liège-i erődítmény felkészítése a várható német támadásra. A körzet katonai parancsnokának Leman tábornokot nevezték ki, aki azonnal az erődítmények felújítására vezényelte ki a katonaságot és a város lakosságát. Előkészületeket tettek a német előrenyomulás lassítására is:
- július 31-én műszaki alakulatokat küldött a Hombourg, Nasproué, Trois Ponts és Stavelot környéki vasúti alagutak felrobbantására
- ugyanezen a napon aláaknázták a Visé és Argenteau városokban található hidakat. A hidakat augusztus 3-án robbantották fel, de sikertelenül - új robbanótölteteket kellett felszerelni, és a hidak csak augusztus 4-én dőltek össze.
- végül augusztus 6-án került sor a belvárosban található Maghin és Pont des Arches hidak felrobbantására

Az eredmények vegyesek voltak, egyes esetekben a robbanótöltetek nem működtek és például a Hombourg és Nasproué közelében található vasúti alagutat a németek pár nap alatt kijavították.
Leman tábornok a város védelmére három körkörös védelmi vonal kiépítését rendelte el, amely az erődök közötti réseket volt hivatott betölteni. Az első védelmi vonal az erődök magasságában, a második 2 kilométeres mélységben, a harmadik vonal pedig a város határánál helyezkedett el - utóbbit csak augusztus 5-én kezdték el kiépíteni.

## Első német támadás

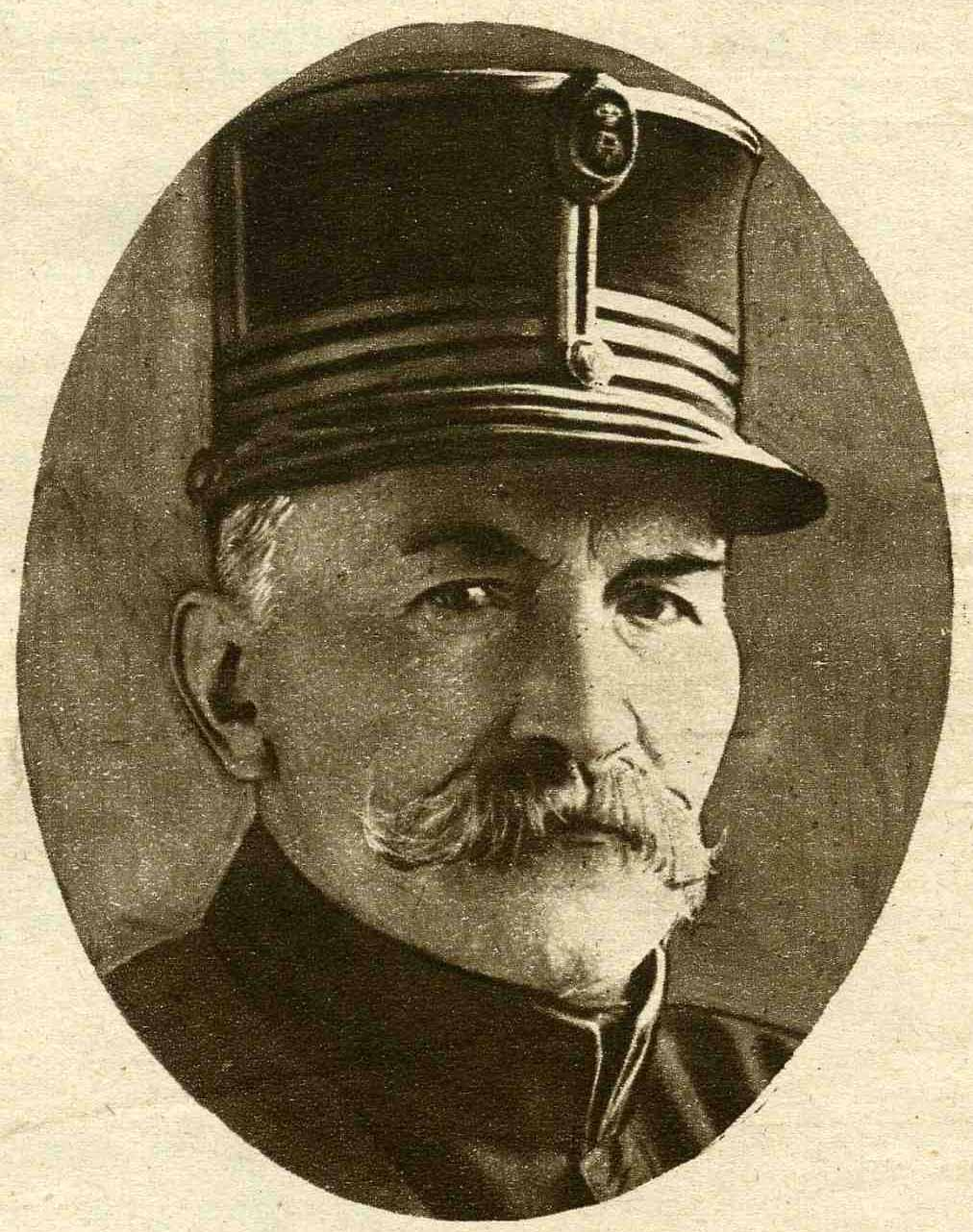
Gérard Leman, Liege védelmét irányító belga tábornok

### Augusztus 4.
Augusztus 4-én reggel 8 órakor a belga határ mellett fekvő Gemmenich-ből távíróüzenet érkezett a városba, amelyben értesítették Lemant, hogy a német csapatok átlépték a határt.
A német parancsnokság tervei szerint a támadó csapatok északi, keleti és déli irányból támadták volna a várost és az erődök közötti réseken előrenyomulva az augusztus 5-re virradó éjszaka elfoglalják a várost. A bekerítést a  von der Marwitz parancsnoksága alatt álló lovasság tette volna teljessé, amely nyugaton elvágta volna a belga csapatok utánpótlási vonalait. A fő támadást a következőképpen képzelték el:
- a 34. dandár a Fort Loncin és a Fort Pontisse közötti résen
- a 27. dandár a Fort Evegnee ellen
- a 14. dandár a Fort Evegnee és a Fort Fleron közötti résen
- a 11. dandár a Fort Fleron és a Fort Chaudfontaine közötti résen
- a 38. és 43. dandárok a Liege-től délre elterülő fás terepen, az Ourthe és Meuse folyók között nyomul előre.

Augusztus 4-én reggel a 2. és 4. lovashadosztály 12 ezrede elfoglalta a belga Herve körzetet, illetve Vise városát, amely a további előrenyomulás érdekében kulcsfontosságú volt. A sereg többi egysége a Gemmenich-Vise úton vonult és mintegy 13 órára elérte a Bombaye-Herve-Pepinster-Remouchamps vonalat. A  A 2. és 4. hadosztály erői Vise és Argenteau magasságában megkíséreltek átkelni a Meuse-n, de a hidakat már korábban felrobbantották és a túlsó partot a 12. ezred 2. zászlóalja védte. A németek súlyos veszteségeket szenvedtek, miközben megkíséreltek egy pontonhidat felállítani. Északra, Lixhe közelében két német huszárezred egy gázlón átkelt a folyón és visszavonulásra kényszerítette a 2. zászlóaljat, akik a Liers-Meuse védelmi vonal felé húzódtak vissza, mozgásukat a Fort Pontisse ágyúi fedezték. A Fort Battice ágyúi miatt Von der Marwitz erői nem tudták folytatni az előrenyomulást és kénytelenek voltak a szabadban éjszakázni.

### Augusztus 5.

Brit napilap beszámolója Liège ostromáról. A felső képen a város helyőrségének motoros alegységei egy farmot védelmeznek, az alsó képen a belga hadsereg katonái láthatók, akik kutyákat alkalmaztak a gépfegyverek szállítására.

Az augusztus 5-re virradó éjszaka ideiglenes hidat építettek Lixhe közelében a németek és az átkelő lovassági egységek képesek voltak az északról közelítő csapatok mozgását fedezni. Kora reggel a németek megadásra szólították fel a védőket, amit Leman tábornok elutasított.
Délelőtt a németek a Meuse-Vesdre szektorban nyomultak előre a 150 mm-es tarackok és 210 mm-es mozsarak támogatásával. A Chaudfontaine erőd elleni támadás során a németek zárt alakzatban nyomultak előre és jelentős veszteségeket szenvedtek. Amikor elérték a szögesdrót-akadályokat, Leman tábornok ellentámadást rendelt el és a 11. dandár katonái, Bertrand tábornok vezetésével, szuronyt tűztek és közelharcban visszavetették a németeket. Máshol is sikeres ellentámadások indultak, Evegnee közelében a belgák 800 foglyot ejtettek.
Északon a küzdelem a Fort Barchon erőd körül volt a leghevesebb a küzdelem, 10 órakor tüzérségi előkészítés után megindult a német támadást, amelyet a gyalogság és a tüzérség tüze visszavert. 17 óra után a támadást lefújták, de a 210 mm-es mozsarak folytatták az erők elleni tüzelést.
5-én este a német csapatok minden irányból 1–2 km-re közelítették meg az erődöket, felállították a tüzérséget és folyamatos tűz alatt tartották a belga állásokat. A közelharc helyenként egész éjszaka folyt, reflektorok és a robbanások fényében. A Fort Boncelles ellen indított német támadást a közeli erdők miatt a belgák nem vették észre időben. 11.30-kor a németek tűz alá vették a Fort Embourg és Fort Boncelles erődöket, majd gyalogsági rohamot indítottak, amelyet a géppuskák és ágyúk tüze visszavert. Hajnali 3-kor újabb támadás indult, a német katonák a lövészárkok széléig kúsztak, majd közelharcba bocsátkoztak, de az erőd fényszóróinak fényében kiváló célpontot szolgáltattak a védőknek. A kéziharc itt 5 órán át tartott, és Leman a 12., 9. és 15. ezredet küldte erősítésként. Fort Boncelles védői 9 halottat és 40 sebesültet vesztettek, a közbeeső védelmi vonalakon azonban 1 400 fő halt meg a belgák közül. A csata után állítólag 10 000 német holttestet szedtek össze a csatatérről, de ezt hivatalos közlemény nem erősítette meg.
Fleron és Chaudfontaine erődjei között hasonló támadásokra került sor, este 7 óra után indult a német támadás és csak hajnali 4-re tudták elfoglalni a két erőd között fekvő védelmi vonalat.

### Augusztus 6-8.
Hajnali 2.30 körül Pontisse és Liers közelében a német 90. ezred katonái áttörték a belga vonalakat, akik Herstal és Liège irányába vonultak vissza. Herstal utcáin házról házra folytatódott a harc, míg végül augusztus 6-án kora reggel az első német katonák elérték Liège elővárosait.
Az éjszakai harcok során az erődök eredményesen védekeztek, de a németek sok helyen képesek voltak áttörni az erődök között húzódó védelmi vonalakat, amely nemritkán fás, nehezen áttekinthető terepen húzódtak és az erődből nem lehetett tűztámogatást nyújtani. Az éjszaka során a Barchon és Meuse, valamint az Evegnee-Fleron közötti réseken a német csapatok áttörtek és betörtek a városba.
A város körüli dombok elfoglalása után a német tüzérség új állásokat vett fel és megkezdte a Citadella, illetve a város bombázását. Délután 2 körül a Citadella védői, néhány tucat polgárőr, megadták magukat. Leman tábornok Fort Loncin erődjébe helyezte át a harcálláspontját, és visszautasította  a város feladását.
Időközben Ludendorff tábornok katonái mélyen behatoltak a városba és számos fontos pozíciót elfoglaltak, ezért Leman tábornok visszavonta a 3. hadosztály maradék katonáit a városból, akik augusztus 7-én ürítették ki azt. Ezután a harcok már csak az erődök elfoglalásáért folytak.
Augusztus 8-án a német főparancsnokság bejelentette, hogy Liège elesett, Von Emmich katonái ünnepélyesen bevonultak a városba. Azonban a bejelentés kicsit elhamarkodott volt, mert a város védelmében az erődök játszották a fő szerepet és ezek közül még egyet sem tudtak elfoglalni a németek. Amíg ez nem sikerült és el nem érik a várostól nyugatra fekvő vasútvonalakat, a német előrenyomulás megakadt.
A 3. hadosztály katonái rendben vonultak vissza és a Gette folyó környékén egyesültek a belga hadsereg erőivel. Az erődök új utasítást kaptak, mely szerint mindenáron ki kell tartaniuk és olyan hosszan feltartni a német előrenyomulást, amennyire az lehetséges.
Bár a Liège elleni első támadás részben sikeres volt és a város elesett, a németek nagy árat fizettek: a késedelem mellett összesen 42 000 fő halott és sebesült veszteségük volt.

## A Liège körüli erődök elfoglalása

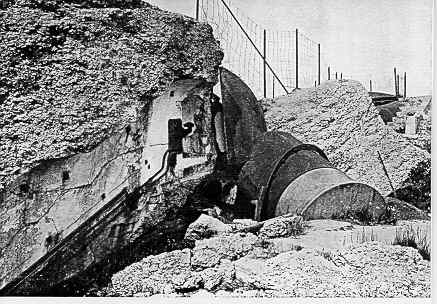
A Liège környéki erődök egyik reflektoros megfigyelő állása romokban

A város elfoglalásának csekély jelentőségét jelzi, hogy augusztus 8-án, a Fort Loncin erőd közelében található Ans városka állomásáról még menetrendszerű vonatok indultak Brüsszel felé. Ameddig az erődök kitartottak és ágyúik hatáskörében maradtak a vasútvonalak, a németek nem tudták folytatni az előrenyomulást. A Fort Pontisse és a Fort Barchon ellenőrizte a Meuse északi, a Fort Felmalle és a Fort Boncelles erődök a déli átkelőit. A Fort Embourg az Ourthe folyó völgyét, míg a Fort Fleron és a Fort Chaudfontaine az Aix-La-Chapelle vasútvonalat védelmezte. Végül, a brüsszeli vonalat a Fort Loncin ellenőrizte.
A korábbi támadások tapasztalatainak fényében a németek belátták, hogy a közvetlen gyalogsági támadás súlyos áldozatokat követel, csak az erődök lerombolása jelentett megoldást. Az 1880-as években épült erődök képesek voltak ellenállni a rendelkezésre álló legnagyobb, 210 mm-es német mozsarak lövedékeinek, az első támadások során csak jelentéktelen veszteségeket szenvedtek - az erődöket védő katonák a tüzérségi előkészítés során egyszerűen fedezékbe húzódtak, majd visszaverték a német gyalogság támadását.
Az erődök tervezésekor azonban nem számoltak a német hadiipar fejlődésével, márpedig a Krupp hadiművek vezetésével újabb és hatékonyabb ostromágyúk és -mozsarak kifejlesztésén dolgozott. 1913-ra elkészült a Morser L/14, vagy Gamma M, megnevezésű, 420 mm űrméretű mozsár (amit Krupp lánya után csak Kövér Bertának neveztek. Emellett a németek rendelkezésére állt a szövetségesek előtt addig ismeretlen, 17 hüvelykes osztrák gyártmányú Škoda mozsár is. Az egyetlen akadályt a nehéz tüzérségi eszközök mozgatása jelentette, mivel a legtöbb vasútvonalat a belgák megrongálták. Csak a Herve fennsíkon maradt épen a vasútvonal, ami viszont a Barchon és Evegnee erődök ágyúinak hatótávolságában volt - ezt a két erődöt tehát elsőként kellett elfoglalni a németeknek.
A németek a környező, fás-dombos terepen telepítették le a rendelkezésükre álló tüzérségi eszközöket, így a két erőd nem tudta viszonozni azok tüzét.  A Fort Barchon megfigyelőállásait már korábban elfoglalták és ezért a tüzérség tüze amúgy is pontatlan volt. Augusztus 8-án a Barchon, 10-én az Evegnee erődök elestek.

### Fort Barchon elfoglalása - augusztus 8.
Augusztus 7-re Liège városát kiürítették a belgák és csak az erődök álltak a német előrenyomulás útjában. 8-án reggel 10 órakor kezdődött a Fort Bachon erőd elleni tüzérségi támadás, 210 mm-es ágyúkkal és mozsarakkal. Az erőd összeköttetése a parancsnoksággal megszakadt és a németek elfoglalták a Chesneux mellett létesített tüzérségi megfigyelőállást. Így az erőd védői nem tudták viszonozni a németek tüzét. Wandre környékéről a német 16. ezred katonái 105 mm-es ágyúkkal támadták az erőd hátsó (nyugati) falait. Brialmont úgy tervezte az erődöket, hogy képesek legyenek ellenállni akár 210 mm-es lövedékeknek is, de csak az ellenséggel szemközti, keleti falon - a nyugati oldal azonban lényegesen gyengébb volt.
A német ágyúk tüze elbontotta a hátsó fal gyengébb betonját, megrongálta a nyílásokat fedő páncéllemezeket, néhány gránát az erőd belsejében lévő helységekben robbant. 12 óra körül a német ágyúk elhallgattak és fehér zászlóval egy német küldöttség közelítette meg a belga állásokat, a védők megadását követelve. Az erőd parancsnoka, Francisse hadnagy ezt elutasította, miután a németek ismét tüzet nyitottak. A fő célpontok ekkor az erőd ágyúinak acélkupolái, a lőporraktár valamint a parancsnoki álláspont volt. Megsemmisült a páncélozott keresőfény, vagyis az erőd már nem tudta volna éjszaka folytatni a harcok, és a felrobbanó gránátok lőporfüstje, a felvert por miatt ki kellett üríteni az erőd belső helységeit (amelyek semmilyen szellőzőberendezéssel nem rendelkeztek).
A támadás szünetében az erőd műszaki katonái megszemlélték a károkat: az ágyúk páncéllemezei megrongálódtak, a központi magaslat betonfalán mélyedések voltak, a 120 mm-es ágyút egy szerencsés találat tüzelésképtelenné tette. A károk, illetve az erődön belül állott, fojtó levegő miatt az erőd tisztjei úgy határoztak, hogy a további ellenállás kilátástalan és 16 órakor megadták magukat.
A megadás az erőd akkori állapotát látva érthető döntés volt, de később, a nehézfegyverek beérkezése után, a többi erőd ennél sokkal súlyosabb károkat szenvedett. Maga Leman tábornok is keserűen jegyezte meg, hogy az erőd akkor adta meg magát, amikor még ki nem lőtt lövedékek voltak a raktárakban és az erődöt ért károkat jelentéktelennek ("sans importance") nevezte.
A többi erőd, ahol az ágyúk még működőképesek voltak, aktív ellenállást fejtett ki: a német 38. dandár erőit állandóan támadta a Fort Embourg. A 28. dandár előrenyomulását Ayeneux és Micheroux irányában a Fleron és Evegnée erődök tüze zavarta. Utóbbi sikeresen megsemmisített egy német lőszerszállító menetoszlopot. A Fort Loncin teljes ellenőrzése alatt tartotta az Ans környéki fennsíkot és megakadályozta a németek előrenyomulását a Brüsszel és Rocour irányába vezető utakon. A Fort Lantin erődjei megsemmisítettek egy német repülőt.

### A többi erőd elfoglalása - augusztus 10-17.
A beérkező nehéztüzérség augusztus 12-én nyitott tüzet: a  Fort Embourg és a Fort Boncelles erődöket a környező dombokról, míg a többi erődök a városban kialakított állásokról támadták. A németek az erődök hátsó részét is támadták, amely a tervezés hiányosságai miatt kevésbé volt védett - 25 méter széles sáncok helyett csak 15 méteres sáncok voltak itt. A Fort Pontisse augusztus 13-án esett el, majd ezt követte a Fort Embourg, Chaudfontaine, és Fleron erődök szintén azon a napon, a Fort Liers és a Fort Fleron augusztus 14-én. Fort Fleron védői makacs ellenállást fejtettek ki, annak ellenére, hogy 12 óra alatt 3000 gránátot lőttek ki rájuk. Augusztus 15-én a Fort Boncelles, Loncin és Lantin erődök is megadták magukat,  a két utolsó erőd, Flemalle és Hollogne, augusztus 16-án és 17-én adta meg magát.

### Fort Lancin felrobbantása

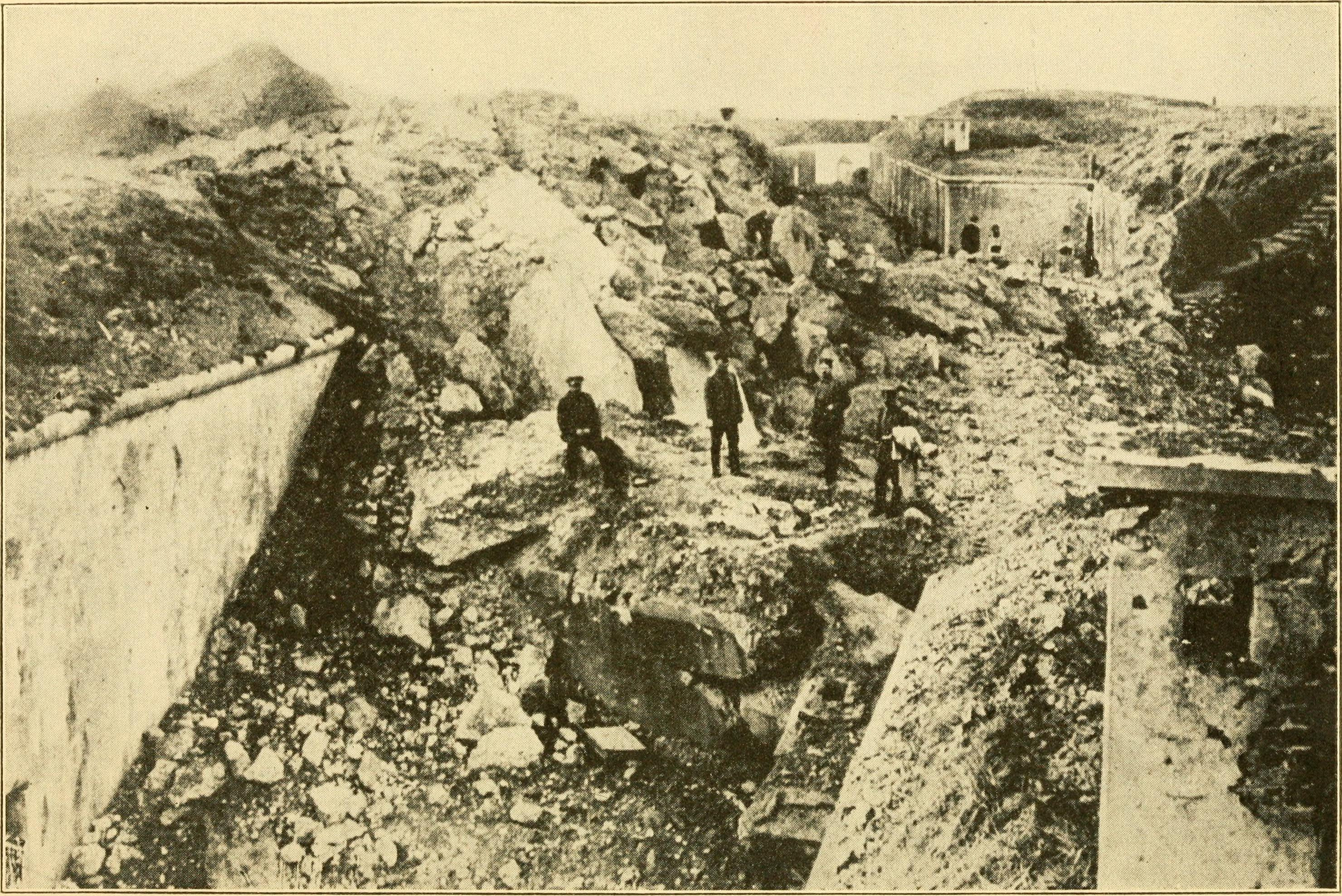
Fort Loncin, a város védelmét irányító Leman tábornok főhadiszállásának romjai

Miután az erődök egymás után elestek vagy megadták magukat, a németek egyre több tüzérségi eszközt tudtak összepontosítani a megmaradt erődökre. Ez történt a Fort Loncin esetében is - az augusztus 15-re virradó éjszaka a szomszédos Lantin erőd ellen bevetett mozsarak is ide tüzeltek. Egy időben akár 15 gránát is becsapódhatott az erőd területén, ahol szinte minden helyiség - a helyőrség szobái, a konyha, a pékség, az áramfejlesztő - beomlott. Az erőd belsejét a felrobbanó lövedékek gáza és füstje árasztotta el. Délután 16 óra körül egy német küldött, fehér zászlóval a kezében, megközelítette az erődöt, de ez hadicselnek bizonyult, mivel a 420 mm-es mozsarak tüzét akarták csak pontosítani. 17.20-kor csapódott be az erődre kilőtt 23-ik 420 mm-es gránát, amely telibe találta a központi magaslatot, és a betonkupolát átütve a lőszerraktárban robbant fel. Az ezt követő hatalmas robbanás az egész erődöt megrázta. Az erőd romjai alatt 350 védő hevert holtan, maga Leman tábornok csak annak köszönhette életét, hogy a robbanás előtt egy külső megfigyelőállásra indult. Az eszméletlen tábornokot két segítője húzta ki a romok alól, majd a beérkező németek foglyul ejtették és egy városi elsősegély állomásra kísérték.

## Következmények

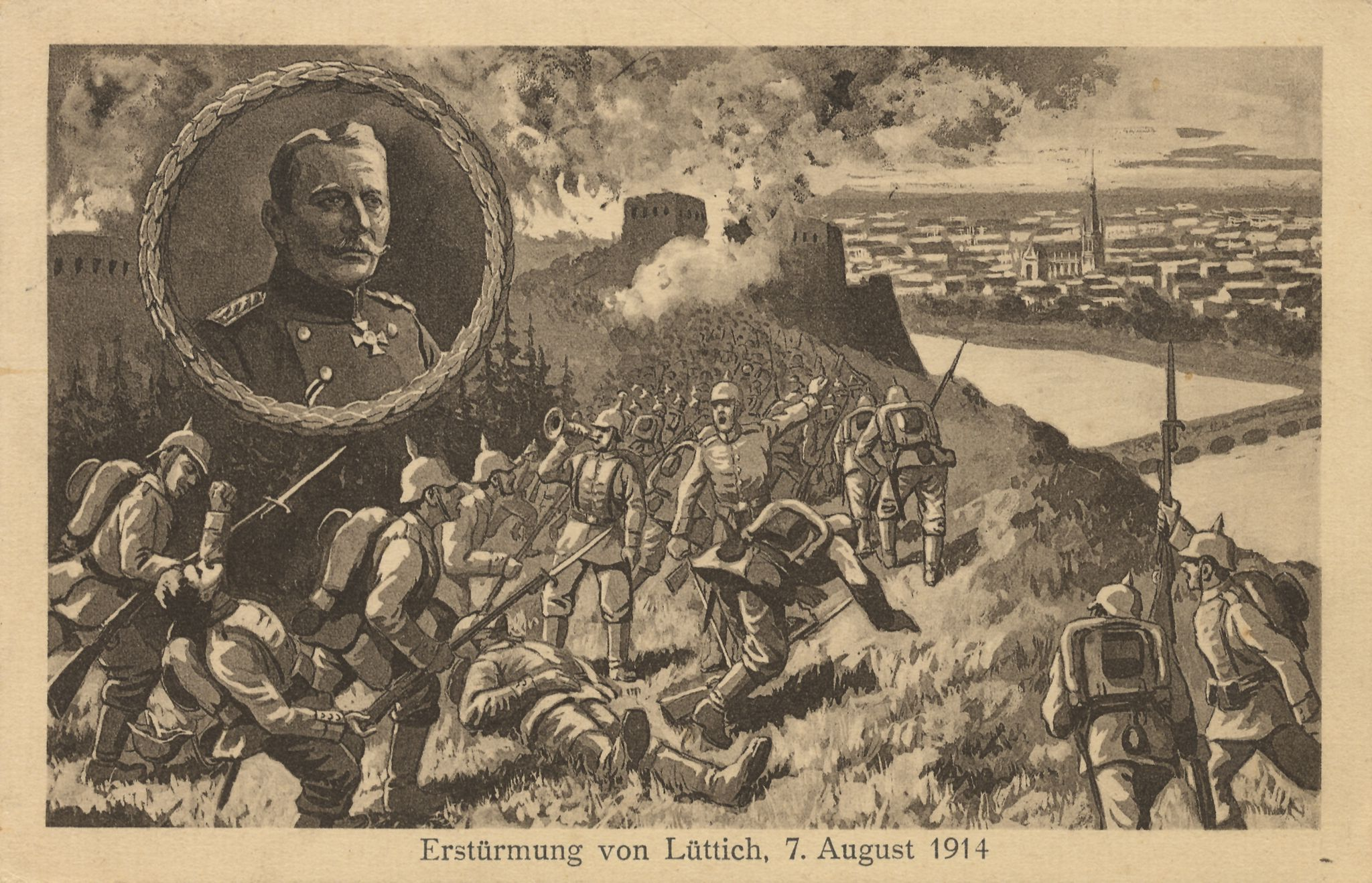
Liège bevételének alkalmából kiadott német emléklap - a kis képen von Emmich tábornok képével

A Liège környéki erődök elestét nagyrészt a német nehéztüzérség, közte a 420 mm-es mozsarak rombolása okozta. Az erődök ellenállóképességét számos tervezési hiba gyengítette, amely a védők hősies helytállása ellenére is lehetetlenné tette a küzdelem folytatását.
A következő napon, augusztus 17-én a 2. német hadsereg továbbindulhatott és az 1. valamint a 3. hadsereggel együtt nekiláttak a Schlieffen-terv következő szakasza végrehajtásához, Belgium teljes területének elfoglalásához. A németek a belga csapatok nagy részét Antwerpen városához szorították vissza, a főváros, Brüsszel ellenállás nélkül esett el: augusztus 20-án von Kluck 1. hadserege vonult be a városba. Namur erődítményei hamarosan ostrom alá kerültek.
Az időveszteség azonban, amit Liège alatt elszenvedtek, jelentős haladék volt az antantnak, akik képesek voltak mozgósítani és átcsoportosítani erőiket és később szembe tudtak szállni a német erőkkel. A város lakosainak és védőinek ellenállása miatt Liège az egyetlen nem francia város, amelyet a Becsületrenddel tüntettek ki.
Liège ellenállásának legfontosabb eredménye a belga haderő, a lakosság és a szövetségesek moráljának helyreállítása volt. Amennyiben az erődök azonnal kapitulálnak, megnyílt volna az út a német seregek előtt. Azonban a korszerűtlen és túlerővel szembennéző belga védők fel tudták tartóztatni a német csapatokat, ami reményt nyújtott a további küzdelemben, illetve időt adott az antant felkészüléséhez.

### Az erődítmények gyengeségei
- Az eredeti tervek szerint az erődítmények falai ellenálltak a 210 mm-es, fekete lőporral töltött lövedékek becsapódásának. Azonban 1888 és 1914 között a tüzérségi lövedékek is jelentős fejlődésen mentek keresztül, és a korszerű lövedékek nagy rombolóerejű robbanótöltettel rendelkeztek. Az erődöket azonban a technikai haladás ellenére nem erősítették meg.
- Az erődökbe telepített tüzérségnek részben elavult eszközökkel rendelkezett, illetve a 24 ütegre összesen 4 tüzérségi tiszt jutott.
- Az erődítményeket úgy tervezték, hogy Liège védelmének perifériáján harcoljanak - az erődök hátsó, város felé néző falát nem erősítették meg és 2,5 méter vastagság helyett csak 1,5 méter vastagok voltak.
- Az erődök, elhelyezkedésük miatt, sok esetben nem látták be a környező terepet és csak akkor tudtak tüzet nyitni a támadókra, amikor azok 600 méterre voltak az erődtől. A német tüzérség sok esetben akadálytalanul tüzelhetett az erődökre.
- Szintén a terep miatt az erődök közötti réseket az ágyúk nem tudták fedezni - esetenként akár 3 km-es rések is voltak. Itt elvileg a 3. hadosztály katonáinak kellett volna védekezni, de őket már 7-én kivonták.
- Az erődök tűzét irányító tüzérségi megfigyelőállásokat a németek könnyen el tudták foglalni, és ezután az erődök (közvetett irányzású) tüze hatástalan volt.
- Az erődök belsejében szinte kibírhatatlan viszonyok alakultak ki. A szellőzés hiánya miatt a lőporgázok és a füst megrekedt a belső termekben, keveredve a latrinák bűzével, amelyeket nem szeparáltak el rendesen.
- Minden erődben csak egy páncélozott keresőfény volt - amennyiben ez megsemmisült, az erőd védői éjszaka nem tudtak harcolni.
- Nem volt közvetlen összeköttetés az erődök és Leman harcálláspontja között. Nem építettek távíróvonalakat és a híradás csak jelzőzászlókkal tudták megoldani. A rendelkezésre álló polgári telefonvonalakon keresztül Leman egyszerre csak egy erődöt tudott hívni.